# Saint-Germier (Tarn)
Saint-Germier è un comune francese di 135 abitanti situato nel dipartimento del Tarn nella regione dell'Occitania.

## Società

### Evoluzione demografica
Abitanti censiti